# Lagen om assistansersättning
Lagen om assistansersättning även förkortat LASS reglerade svenska statens ersättning för den personliga assistans som en person kan få och som utbetalas av Försäkringskassan. Lagen har funnits sedan den 5 maj 1993 men upphävdes 2011-01-01 genom SFS 2010:111 och ersattes därmed av Socialförsäkringsbalken. 
Syftet med assistansersättning är att täcka kostnader för personlig assistans för personer med stora och varaktiga funktionsnedsättningar. Personlig assistans är ett personligt utformat stöd i den dagliga livsföringen.  Assistansersättning kan beviljas för grundläggande behov och andra personliga behov. Vad som är grundläggande behov definieras i 9 a § LSS. Om en persons behov av hjälp med de grundläggande behoven överstiger 20 timmar i veckan i genomsnitt kan personen få statlig assistansersättning. Om de grundläggande behoven inte överstiger 20 timmar per vecka i genomsnitt kan kommunen bevilja personlig assistans enligt LSS. Assistansersättning beslutas och betalas ut av Försäkringskassan. Personlig assistans enligt LSS beslutas och betalas ut av den enskildes bosättningskommun. 
Kommunerna har ett basansvar för utgörandet av personlig assistans. En person som beviljats assistansersättning kan välja att få sin personliga assistans utförd av kommunen eller anlita en privat assistansanordnare. Det finns också möjlighet att själv vara arbetsgivare åt sina personliga assistenter. Man har rätt att själv påverka vilka som ska arbeta som assistenter samt hur den personliga assistansen ska utföras. T ex kan man ha en förälder eller en vän som personlig assistent. Man kan också ha enbart utomstående personer eller en kombination av båda. 
Man kan inte få assistansersättning om man vårdas på sjukhus eller bor på en gruppbostad, timmarna får inte heller tas ut om man befinner sig i förskoleverksamhet, skola eller daglig verksamhet. Om det finns särskilda skäl kan man dock få assistansersättning för tid då man vistas i förskola, skola eller daglig verksamhet samt vid kortare sjukhusvistelse.  Särskilda skäl kan till exempel vara att personen har svårt att kommunicera på annat sätt än genom sin assistent eller att personens hälsotillstånd gör det särskilt angeläget att den personliga assistenten finns till hand. Man kan aldrig få assistansersättning om man bor i en gruppbostad. 
Hur många timmars assistansersättning man har rätt till avgörs individuellt efter prövning av behovet. Personlig assistans beslutad efter denna prövning är kostnadsfri för den enskilde individen oavsett om behovet är över eller under 20 timmar i veckan.